# Rafael de Vega Barrera
Rafael de Vega Barrera (Zazuar, Ribera del Duero, província de Burgos, 1889 - Lugo, octubre de 1936) fou un metge i polític espanyol. Era membre de la maçoneria, treballà com a cirurgià a Lugo, on sovint operava gent humil sense cobrar, i després fou director de l'Hospital Municipal de Lugo, ciutat on va proclamar la Segona República Espanyola des del balcó de l'Ajuntament. A les eleccions generals espanyoles de 1931 fou elegit diputat per la província de Lugo pel Partit Republicà Radical. En esclatar la guerra civil espanyola fou detingut pels militars sublevats, patí un simulacre de judici i fou afusellat a la tàpia del cementiri de Lugo.
La seva persona ha estat portada a la literatura: la novel·la de José Francisco Rodil Lombardia La noche de las luminarias (Velasco Ediciones, 2018 i 2019), s'atura en la ingent tasca mèdica i filantròpica de Dr. Rafael de Vega, així com en el procés que contra ell es va seguir i que va concloure amb el seu afusellament el 1936.